# Evil Dead Rise
Pour les articles homonymes, voir Evil Dead.
Série Evil Dead
Evil Dead
(2013) Evil Dead Burn
(2026)
Pour plus de détails, voir Fiche technique et Distribution.
Evil Dead Rise ou L'opéra de la terreur : Renaissance au Québec est un film d'horreur américain réalisé par Lee Cronin et sorti en 2023.
Il s'agit du cinquième film de la franchise Evil Dead. Comme le film sorti en 2013, il ne met pas en scène Ash Williams, mais deux sœurs tentant de survivre à des créatures démoniaques. Néanmoins, Bruce Campbell, acteur d'Ash Williams, et Sam Raimi, créateur de la franchise, réalisateur et scénariste des 3 premiers films, sont tous les deux présents sur le film en tant que producteurs exécutifs.
Evil Dead Rise est présenté en avant-première au festival South by Southwest le 15 mars 2023. Il est sorti aux États-Unis le 21 avril par Warner Bros, et le 19 avril en France par Metropolitan Filmexport. Le film reçoit un bon accueil critique et public. Il a rapporté près de 145 millions de dollars dans le monde entier pour un budget de production de 17 millions de dollars, ce qui en fait le film le plus rentable de toute la franchise Evil Dead.

## Synopsis
Deux cousines, Teresa et Jessica, ainsi que le petit ami de Jessica, Caleb, sont en vacances dans une cabane au bord d'un lac. Teresa vient voir Jessica, apparemment malade, mais qui d'un coup, scalpe Teresa. Cette dernière essaie de prévenir Caleb mais Jessica, par la suite, attrape son petit ami et disparaissent dans le lac, mais surgit alors de l'eau la tête de Caleb, décapitée. Enfin, nous voyons Jessica, qui se met à flotter au-dessus du lac, et derrière elle apparait le titre du film.
Un jour plus tôt, nous voyons Beth, technicienne en guitare, apprenant dans une boite de nuit qu'elle est enceinte. Elle rend visite à sa sœur Ellie, tatoueuse et mère célibataire de deux adolescents, Danny et Bridget, et de l'enfant Kassie, dans leur maison, un complexe d'appartements condamnés de Los Angeles. Le bâtiment est secoué par un tremblement de terre, et les enfants, se trouvant dans le parking du sous-sol, découvrent une chambre cachée. Danny l'explore et y découvre des objets religieux, trois disques audio datant de 1923 et un étrange livre qu'il monte dans sa chambre, pensant pouvoir le vendre pour aider sa mère financièrement. Le premier disque détaille les efforts en vain d'un prêtre pour faire des recherches sur le livre, qui s'avère être l'un des trois volumes du Naturom Demonto. L'enregistrement suivant révèle que le prêtre a poursuivi ses recherches en secret et a récité une incantation qui invoque des entités démoniaques connues sous le nom de Deadites.
En lançant le 2e enregistrement, Danny a libéré une force démoniaque qui se dirige vers le bâtiment, et s'en prend à Ellie, partie s'occuper du linge sale, et prend possession d'elle. Elle revient à l'appartement en transe, menace sa famille et meurt après avoir supplié Beth de protéger ses enfants. Beth et les voisins d'Ellie l'aident à la coucher dans sa chambre et cherchent une sortie. Ils découvrent que l'escalier s'est effondré, que l'ascenseur est endommagé et qu'ils ne peuvent accéder à l'escalier de secours avant qu'Ellie ne revienne à la vie et n'attaque la famille, blessant Bridget. Beth et les enfants enferment Ellie à l'extérieur de l'appartement, et cette dernière se met ensuite à violemment massacrer les voisins.
Danny avoue à Beth avoir récupéré le Naturom Demonto, et Ellie manipule Kassie pour qu'elle lui ouvre la porte de leur appartement, jouant sur leur relation mère-fille, avant de l'attaquer. Alors que Danny et Beth sont occupés à sauver Kassie et à enfermer Ellie dehors de nouveau, Bridget est possédée par sa blessure. Bridget attaque Beth avant de s'en prendre à Danny et Kassie, qui l'empale accidentellement dans la tête avec un jouet fait d'un manche à balai cassé.
Beth écoute le troisième disque pour comprendre comment exorciser les Deadites, mais apprend que le prêtre a échoué et que ses alliés étaient tous possédés, seule la destruction complète de l'hôte pouvant arrêter les Deadites. Mais pendant qu'elle écoutait le 3e disque, Ellie s'infiltre dans l'appartement en utilisant les bouches d'aération et Bridget revient à la vie, poignardant mortellement Danny, qui met le feu à Bridget avant de mourir. En découvrant que Beth est enceinte, Ellie tente de lui arracher son fœtus, mais Beth et Kassie parviennent à la neutraliser avec des ciseaux. Ellie ne parvient pas à manipuler émotionnellement Kassie, qui accepte que sa mère soit déjà partie.
Soudain, Danny et les corps des voisins sont possédés, ce qui pousse Beth et Kassie à s'enfuir de l'appartement et se réfugier dans l'ascenseur endommagé. Tous les Deadites de l'étage fusionnent en une créature à plusieurs membres, le Maraudeur, et grimpent sur l'ascenseur pour attaquer Bet et Kassie alors que l'ascenseur se remplit de sang. Leur poids combiné fait chuter l'ascenseur au rez-de-chaussée, qui s'ouvre en libérant une énorme vague de sang, permettant à Beth et Kassie de s'enfuir dans le parking. Le Maraudeur capture Kassie et tente de la décapiter avec une tronçonneuse, mais Beth revient et le distrait, et elle et Kassie détruisent le corps du Maraudeur en le forçant à passer dans une déchiqueteuse. La tête décapitée d'Ellie nargue Beth en lui disant qu'elle sera une mère ratée, ce qui l'incite à envoyer la tête d'Ellie dans la déchiqueteuse. Beth et Kassie se sont débarrassées de la force démoniaque et quittent le bâtiment ensemble.
Toutefois, le lendemain matin, nous retrouvons Jessica, qui se rend sur le parking du bâtiment pour partir en vacances. En découvrant le carnage causé avant son arrivée, elle se fait ensuite attaquer par la force démoniaque, ce qui déclenchera les évènements vus au début du film.

## Fiche technique
Sauf indication contraire, les informations mentionnées dans cette section peuvent être confirmées par la base de données cinématographiques IMDb,  présente dans la section « Liens externes ».
- Titre original et français : Evil Dead Rise
- Titre québécois : L'opéra de la terreur : Renaissance
- Réalisation : Lee Cronin
- Scénario : Lee Cronin, d'après Evil Dead créé par Sam Raimi, d’après le livre des morts.
- Musique : Stephen McKeon
- Décors : Nick Bassett
- Costumes : Sarah Voon
- Photographie : Dave Garbett
- Montage : Bryan Shaw
- Production : Robert Tapert
- Production déléguée : Romel Adam, Bruce Campbell, Macdara Kelleher, John Keville et Sam Raimi
- Sociétés de production : Warner Bros., New Line Cinema et Ghost House Pictures
- Société de distribution : Warner Bros.
- Budget : 17 millions de $[1]
- Pays de production :  États-Unis
- Langue originale : anglais
- Format : couleur
- Genre : horreur, fantastique
- Durée : 97 minutes
- Dates de sortie[2] :
  - États-Unis : 15 mars 2023 (South by Southwest) ; 21 avril 2023 (sortie nationale)
  - Belgique, France : 19 avril 2023
  - Québec : 21 avril 2023[3]
  - Suisse : 1er juillet 2023 (Festival international du film fantastique de Neuchâtel)
- Classification :
  - États-Unis : R-Restricted (interdit aux moins de 17 ans non accompagnées)
  - France : interdit aux moins de 16 ans lors de sa sortie en salles

## Distribution
- Alyssa Sutherland (VF : Marjorie Frantz) : Ellie Bixler
- Lily Sullivan (VF : Rebecca Benhamour) : Beth Bixler
- Nell Fisher (VF : Bianca Tomassian) : Kassie
- Gabrielle Echols (VF : Claire Bouanich) : Bridget
- Morgan Davies (VF : Tom Trouffier) : Danny
- Anna-Maree Thomas (VF : Ana Piévic) : Jessica
- Richard Crouchley (VF : Martin Faliu) : Caleb
- Mirabai Pease (VF : Jessica Monceau): Teresa
- Jayden Daniels (VF : Alexandre Nguyen) : Gabriel
- Nedim Jahić : Ben
- Billy Reynolds McCarthy (VF : Hugo Boutry) : Jake
- Tai Wano : Scott
- Mark Mitchinson (VF : Patrick Messe) : M. Fonda
- Bruce Campbell : Ash Williams (caméo vocal non crédité)
- Morgause Petifleur : La Mort maléfique (voix), la Démone du livre des morts, et celle qui possède Ellie / Mephistopheles, Phistas, Belzébuth, Havok et Sim (Démons)

Version française réalisée par Dubbing Brothers ; direction artistique : Danielle Perret ; adaptation des dialogues : Déborah Perret
 Source et légende : version française (VF) sur RS Doublage

## Production

### Genèse et développement
À l'avant-première de son film Evil Dead en 2013, le réalisateur Fede Álvarez annonce qu'une suite est en préparation,. Sam Raimi — créateur de la saga et producteur du reboot de 2013 — confirme son projet d'écrire un quatrième volet à sa trilogie originale avec son frère Ivan Raimi, qui deviendra plus tard une suite à l'Armée des ténèbres (1992),. Lors du WonderCon de mars 2013, Bruce Campbell et Fede Álvarez confirment que l'idée est de faire trois films : la suite du film de Fede Álvarez, le Army of Darkness 2 de Sam Raimi ainsi qu'un film mêlant les histoires d'Ash Williams et Mia Allen.
En octobre 2013, Bruce Campbell confirme qu'il reprendrait bien le rôle de Ash dans Army of Darkness 2, et Àlvarez tweete que Raimi en sera le réalisateur,. En novembre 2013, Bruce Campbell exprime cependant quelques doutes sur la faisabilité d'un quatrième film,, et Army of Darkness 2 deviendra la série Ash Vs Evil Dead. En septembre 2017, à la convention Fan Expo Canada, Bruce Campbell déclare que le futur de la franchise passe par le soutien d'un réseau ou plateforme comme pour la série Ash vs. Evil Dead avec Starz.
En novembre 2018, Fede Álvarez évoque l'avancée du projet : « Ce ne sont que des idées pour le moment. Rien à annoncer officiellement. Nous avons un script pour Don't Breathe 2. C'est la seule différence. Nous n'avons pas de script pour Evil Dead 2. ». En juillet 2019, Sam Raimi, quant à lui, déclare : « Nous aimerions faire un autre Evil Dead et en fait, nous travaillons sur quelques idées en ce moment. ». Il semble cependant que Bruce Campbell préfère ne pas reprendre son rôle d'Ash Williams. Sam Raimi explique que l'autre idée sera une suite au reboot de 2013, sans la certitude de la présence de Fede Álvarez, très occupé par d'autres projets.
Lors de la New York Comic Con d'octobre 2019, Sam Raimi annonce qu'un nouveau film est en développement. Bruce Campbell officiera comme producteur délégué, mais n'y apparaitra pas comme acteur. En juin 2020, Bruce Campbell révèle que Lee Cronin a été choisi par Sam Raimi pour écrire et réaliser le film, intitulé Evil Dead Rise,. Le réalisateur irlandais avait été repéré en 2019 avec son long métrage The Only Child - L'Enfant unique.
En mai 2021, New Line Cinema — qui avait distribué le premier film — acquiert le film pour une sortie sur HBO Max.

### Attribution des rôles
En mai 2021, Alyssa Sutherland et Lily Sullivan sont annoncées dans les rôles principaux. En juin 2021, Gabrielle Echols, Morgan Davies et Nell Fisher rejoignent la distribution, suivis par Mia Challis le mois suivant.

### Tournage
Le tournage débute le 6 juin 2021,,. Il se déroule en Nouvelle-Zélande, notamment à Auckland.

## Sortie et accueil

### Date de sortie
Evil Dead Rise devait initialement sortir, aux États-Unis, sur HBO Max, courant 2022. En août 2022, à la suite de la réorganisation de Warner Bros., il est finalement annoncé une sortie en salles pour avril 2023[réf. nécessaire].
En France, le film sort le 19 avril 2023.

### Accueil critique
Dans le monde anglo-saxon, Evil Dead Rise reçoit de la part de l’agrégateur Rotten Tomatoes la note de 84 % pour un total de 190 critiques. Le site Metacritic donne quant à lui la note de 69⁄100 pour un total de 37 critiques.
En France, le site Allociné donne la note de 3,1⁄5, après avoir recensé 14 critiques de presse.
Olivier Portnoi (FilmActus) résume son article très favorable au film, ainsi : « 10 ans après le remake super énervé de Fede Álvarez et 42 ans après le premier film de Sam Raimi, le Necronomicon refait saigner nos écrans avec un Evil Dead Rise poisseux, méchant et agressif. Mais surtout fun. ».
« Après un début en fanfare, et un superbe générique de présentation, l’action connaît une petite demi-heure de mou, avant qu’on ne passe aux choses sérieuses. L’horreur va ensuite crescendo, pour un résultat qui justifie le classement dans la catégorie « interdit aux moins de 16 ans ». », parle de son côté la rédaction du Parisien.
Pour Mathieu Jaborska du site Écran Large, « Evil Dead Rise revient volontiers à l'ambiance poisseuse du remake » en confirmant ce qui a pu faire le succès de la franchise, tel le huis clos ultra sanguin. Film jugé modeste, du fait de son lourd héritage, le critique constate que le film puise aussi bien dans la trilogie originelle que dans le remake afin « d'assembler sa propre montagne russe gore ». Le film montre surtout ses « faiblesses au moment de faire exister ses personnages ».
Le blog musical et culturel, The Melting Pop, se montre très positif à l'égard du film. Dans sa critique, « la photographie est probablement le plus gros point fort de ce nouveau film ». Le long-métrage, « généreux en hémoglobine », possède un « rythme suffisamment haletant pour en faire un divertissement plaisant ». Les points négatifs se concentrent pour l'essentiel sur les scènes d'ouverture et de fermeture, ainsi que sur les personnages, leurs réactions dans l'intrigue et leur manque de développement.
Pour Nicola Schaller (L'Obs), le film est « bien fichu, efficace et sans âme, symptomatique d’une industrie peu encline à repenser les mythologies pop et qui n’en exploite que les artifices. ».
Stéphanie Belpêche (Le Journal du dimanche) parle d'une « suite fort réjouissante [qui] adopte la radicalité et le jusqu’au-boutisme de l’original, et y va à fond, sans inhibition. ».
Pour Tarek Diouri-Adequin (IGN France), le film ne parvient pas à soulever les passions malgré de « beaux efforts sur les aspects gores et les décors du film, Evil Dead Rise s’emmêle les pinceaux et en étant ni trop sérieux, ni trop déjanté, il peine à se distinguer dans le monde des films d’horreur. ».

### Box-office
| Pays ou région        | Box-office        | Date d'arrêt du box-office | Nombre de semaines |
| --------------------- | ----------------- | -------------------------- | ------------------ |
| France                | 610 659 entrées   | 7 juin 2023                | 7                  |
| États-Unis Canada     | 67 233 054 $      | 15 juin 2023               | 8                  |
| Total hors États-Unis | +079 500 000, USD | 15 juin 2023               | 8                  |
| Total mondial         | +146 733 054, USD | 15 juin 2023               | 8                  |

Amérique du Nord
Le film commence sa carrière en Amérique du Nord en engrangeant dans les « 23,5 millions de dollars de recettes pour son premier week-end d'exploitation », ce qui est de l'aveu de l'expert David Gross « un excellent début ». Le film est en seconde place du box-office derrière Super Mario Bros. le film (58,2 millions de $) et devant The Covenant (6,3 millions de $).
France
Pour son premier jour d'exploitation en France, Evil Dead Rise a réalisé 39 591 entrées, dont 13 343 en avant-premières, pour un total de 1 072 séances proposées. En comptant pour ce premier jour les avant-premières, le film se positionne en seconde place du box-office des nouveautés pour sa journée de démarrage, derrière La Vie pour de vrai (80 254) et devant La Plus Belle pour aller danser (9 034).
Au bout d’une première semaine d’exploitation dans les salles françaises, le long-métrage totalise 235 926 entrées, pour une cinquième place au box-office, derrière Donjons et Dragons : L'Honneur des voleurs (314 725) et devant 10 jours encore sans maman (205 327).